# Geringde wormsalamander
De geringde wormsalamander (Siphonops annulatus) is een amfibie uit de familie Siphonopidae. De soort werd voor het eerst wetenschappelijk beschreven door Johann Christian Mikan in 1820. Oorspronkelijk werd de wetenschappelijke naam Caecilia annulata gebruikt.

## Uiterlijke kenmerken
Zijn relatief kort, gedrongen lichaam is donkerblauw met lichtblauwe ringgroeven. Het lichaam vertoont uiterlijk veel gelijkenis met een regenworm. De lichaamslengte bedraagt 20 tot 40 centimeter.

## Levenswijze
Het voedsel van deze volledig terrestrische wormsalamander bestaat hoofdzakelijk uit wormen en andere ongewervelden, o.a. insecten, hagedissen en kleine slangen, die hij vindt op reukzin dankzij zijn tentakels. Bij bedreiging scheidt hij een smerig smakend goedje af.
Rondom de tanden bevinden zich gifklieren, welke een mengsel van slijm, vetten en eiwitten afscheiden, waaronder weefselverterende enzymen en fosfolipase A2, een ingrediënt uit slangengif.

## Voortplanting
De eieren worden in de grond afgezet. De jongen lijken al direct op de ouderdieren maar zijn een stuk kleiner. Ze voeden zich met de huid van de moeder en worden ook door haar gevoed met een melk-achtige substantie, rijk aan vetten en koolhydraten die vrijkomt uit haar cloaca.

## Verspreiding en leefgebied
Deze soort komt voor in het noorden van Zuid-Amerika.